# Pepel (Sprache)
Papel (oder Pepel) ist eine Sprache, die in Guinea-Bissau, Guinea und vereinzelt im Senegal, hauptsächlich in der Region Casamance, gesprochen wird. 
Sie ist Teil der reattachierten Sprachen in der nördlichen Gruppe der westatlantischen Sprachen, die ihrerseits eine Untergruppe der Niger-Kongo-Sprachfamilie bilden.
Andere Bezeichnungen für die Sprache sind Pepel, Papei, Moium und Oium.
Die Sprache wird vom Volk der Pepel (oder Papel) als Erstsprache gesprochen, die allerdings immer mehr guineabissauisches Kreol, Portugiesisch und im Senegal auch Französisch oder Wolof – jeweils zum Teil auch als Muttersprache – sprechen. 